# Kostverlorenhof
Winkelcentrum Kostverlorenhof is een deels overdekt winkelcentrum in Amstelveen-Noord in de wijk Bankras/Kostverloren.

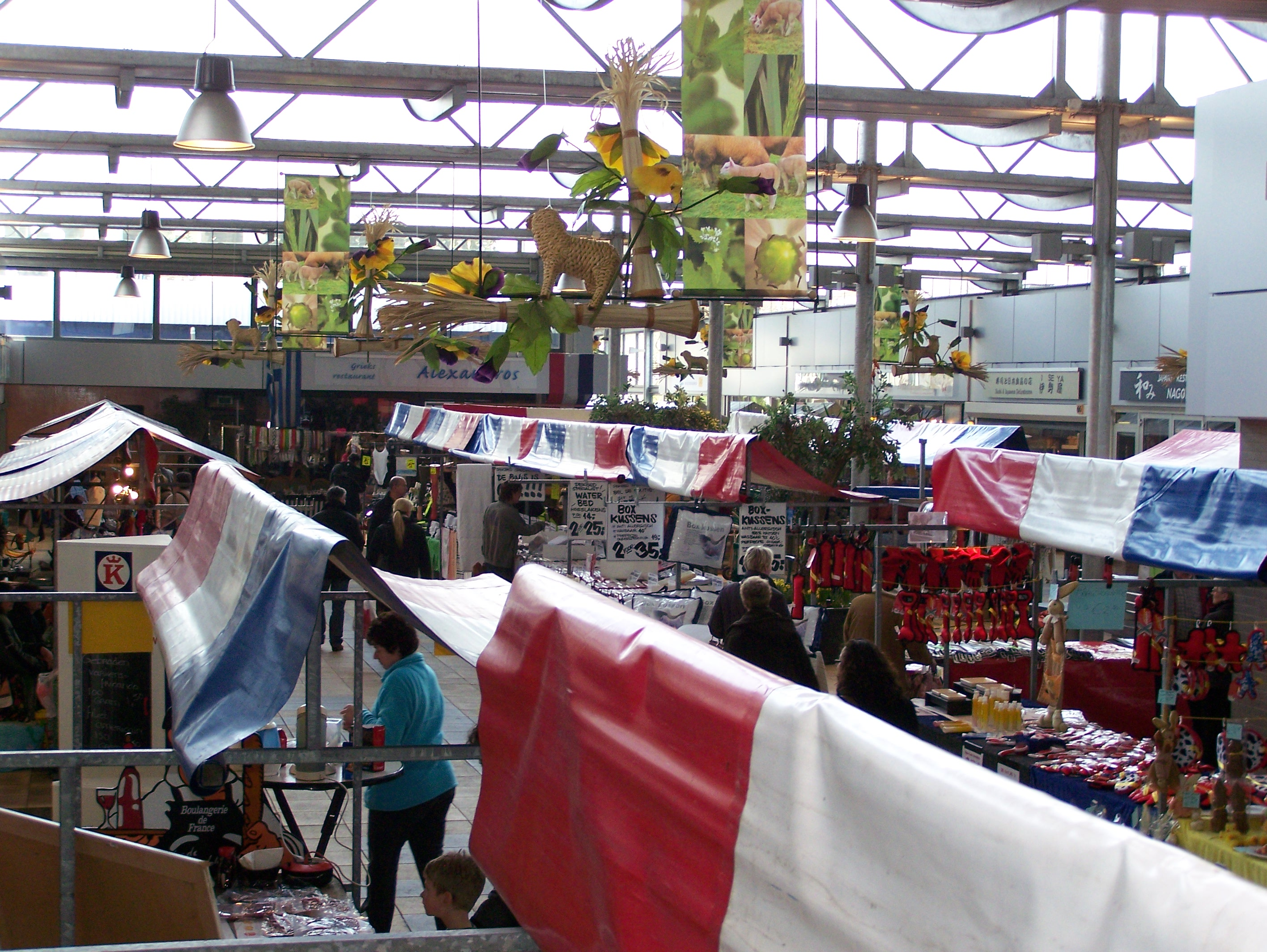
Kostverlorenhof tijdens een markt vanaf boven gezien

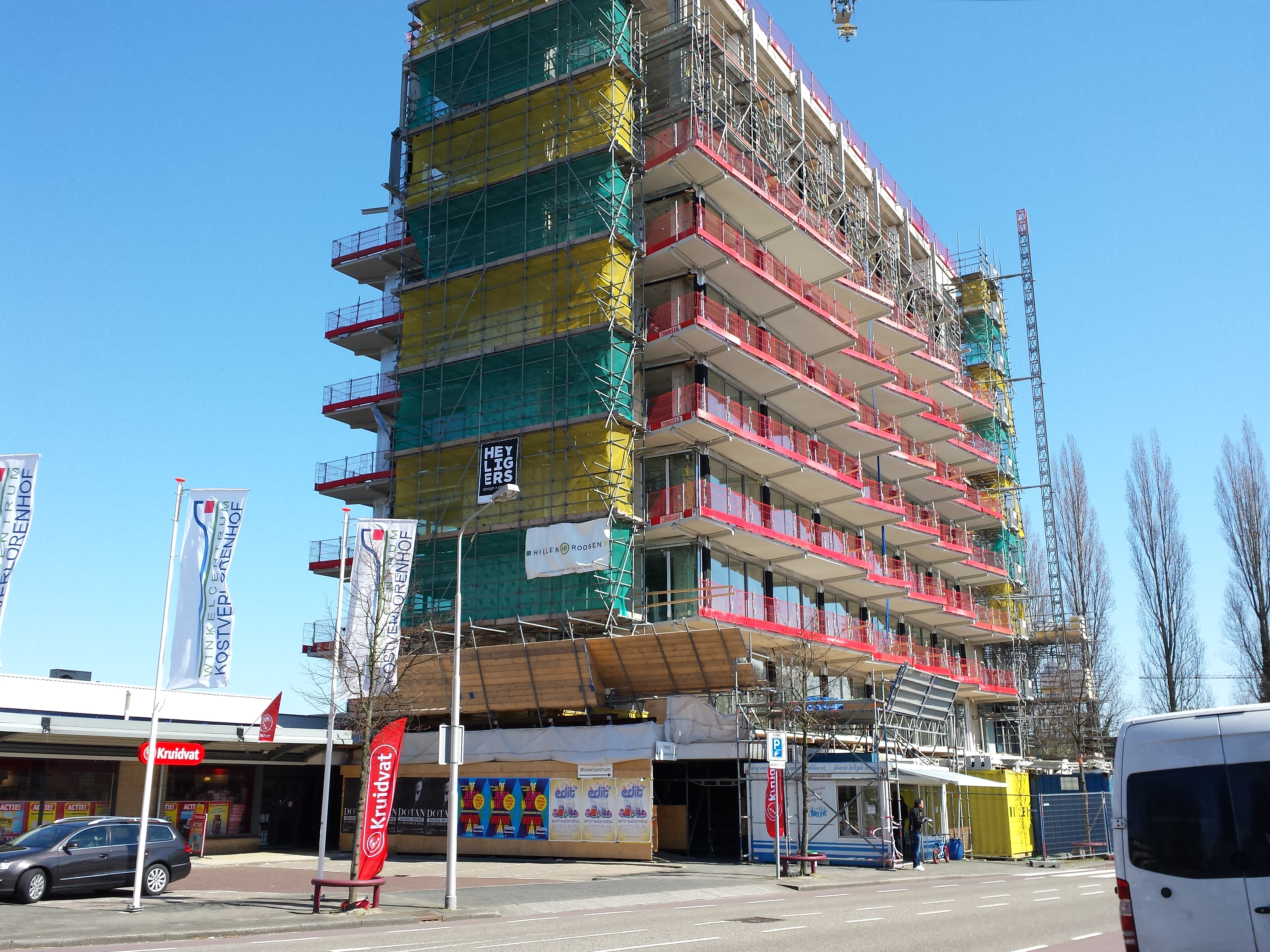
Winkelcentrum Kostverlorenhof in 2015

## Geschiedenis
Het winkelcentrum is opgericht in 1968 en was toen een open, onoverdekte winkelstraat. In 2002 heeft er een grote renovatie plaatsgevonden; daarbij is het winkelcentrum overkapt en zijn er enkele automatische deuren aangebracht. In 2007 zijn andere deuren ook automatisch gemaakt zodat het beter toegankelijk is geworden voor mindervaliden. Het winkelcentrum is vernoemd naar de voormalige boerderij van die naam die in de polder Bankras lag.

## Ligging
Het winkelcentrum is gesitueerd in de woonwijk Bankras-Kostverloren uit de jaren zestig en zeventig en heeft een buurtfunctie. Het heeft een vrij compleet aanbod maar is verouderd van ontwerp. Rondom het centrum is betaald parkeren op open plaatsen. Er zijn onder meer twee supermarkten, een warme bakker, een snackbar, een opticien, een wijnhandelen, apotheek en erotische winkel aanwezig. Ook is er een groot aanbod in restaurants en is er een pizzawinkel gevestigd. Sinds 21 december 2008 is het winkelcentrum officieel in het bezit van het Keurmerk Veilig Ondernemen (MKB).